# Ginásio do Ibirapuera
Ginásio do Ibirapuera (español: Gimnasio de Ibirapuera), oficialmente llamado Ginásio Estadual Geraldo José de Almeida, es un estadio deportivo cubierto ubicado en São Paulo, Brasil. La capacidad para sentarse del estadio es de 11.000 personas y fue inaugurado el 25 de enero de 1957. Se utiliza principalmente para partidos de voleibol.

## Eventos
Nombrado en honor al famoso locutor y comentarista deportivo Geraldo José de Almeida, en 2004, 2005 y 2006 el Ginásio do Ibirapuera fue sede de los partidos de la Copa Salonpas, y en 2006, el estadio fue sede del Campeonato Mundial de Baloncesto Femenino. Otros eventos notables de baloncesto incluyen la Copa Intercontinental de 1973, la edición de 1979 de la competición en la que el local EC Sírio ganó el título tras una memorable victoria sobre Bosna Sarajevo, y la edición de 1984 del misma competición en la que el Banco Roma ganó el título.
El lugar ha albergado muchos conciertos internacionales, como A-ha, Santana, Van Halen, Metallica, Cyndi Lauper, Sade, Michael Bublé, Queen + Adam Lambert, Kylie Minogue y más.
El lugar también albergará un evento de deportes electrónicos de Valorant, el VCT LOCK//IN, en el que participarán los 30 equipos asociados de la gira.
El lugar ha albergado varios eventos de UFC Incluidos UFC Fight Night 231, UFC Fight Night 164, UFC Fight Night 137, UFC Fight Night 119, UFC Fight Night 100, UFC Fight Night 77, y TUF: Brasil 3.
| Predecesor: Estadio Alejandro Serrano Aguilar Cuenca 1998 | Juegos Suramericanos Ceremonias de Apertura y Clausura Río de Janeiro, São Paulo, Curitiba y Belém 2002 | Sucesor: Estadio Mary Terán de Weiss Buenos Aires 2006 |